# Menneus neocaledonicus
Espèce
Synonymes
- Avella neocaledonica Simon, 1888

Menneus neocaledonicus est une espèce d'araignées aranéomorphes de la famille des Deinopidae.

## Distribution
Cette espèce est endémique de Nouvelle-Calédonie,.

## Description
Le mâle décrit par Coddington, Kuntner et Opell en 2012 mesure 14,0 mm et la femelle 16,0 mm. Les femelles mesurent de 15,5 à 17,0 mm.

## Étymologie
Son nom d'espèce en référence au lieu de sa découverte, la Nouvelle-Calédonie.

## Publication originale
- Simon, 1889 : Études arachnologiques. 21e Mémoire. XXXII. Descriptions d'espèces et de genres nouveaux de Nouvelle-Calédonie. Annales de la Société Entomologique de France, sér. 6, vol. 8, p. 237-247 (texte intégral).